# Östen Undén

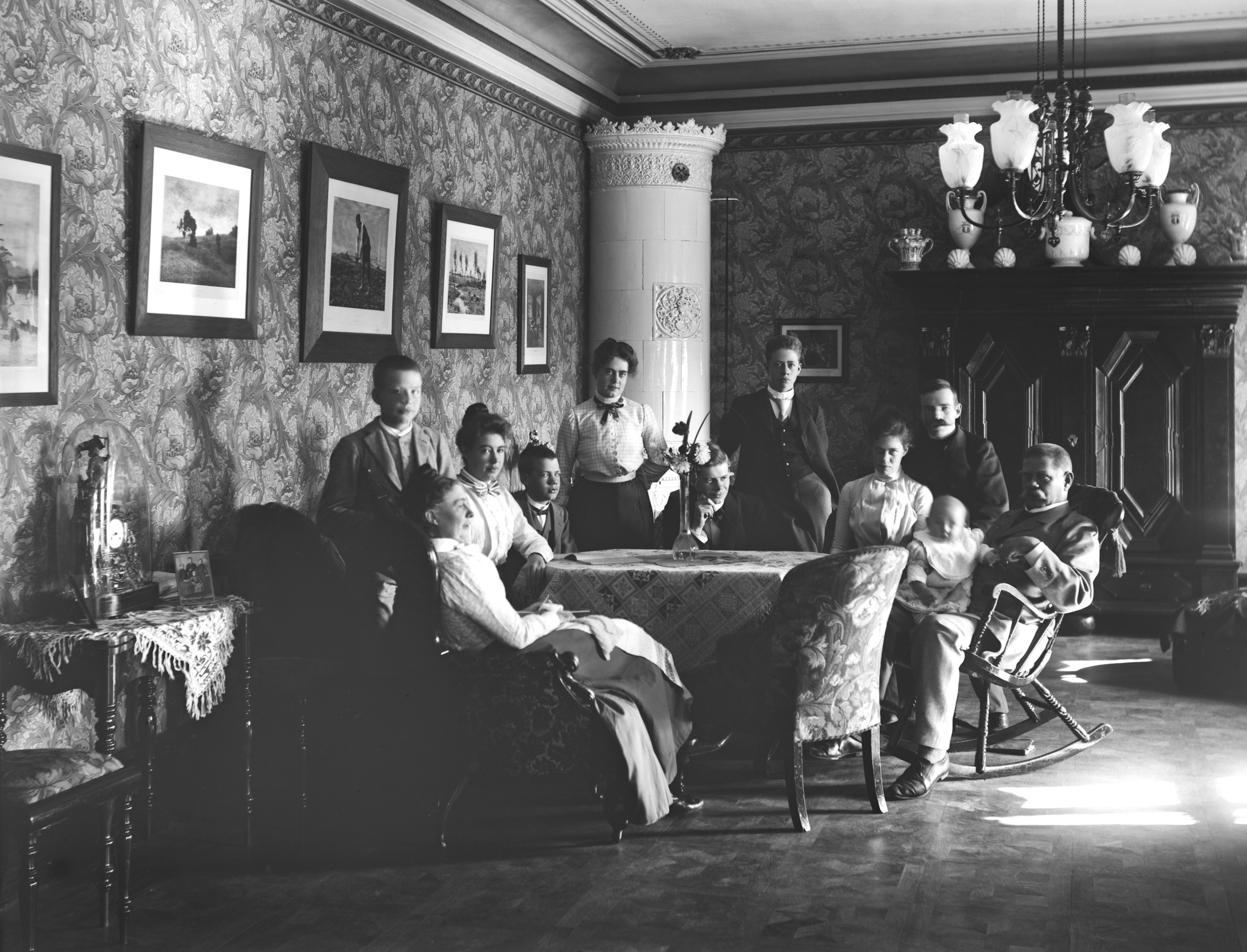
Hemma hos apotekare Viktor Undén på Kungsgatan 14 i Karlstad omkring år 1900. Fjärde från vänster är sonen Östen.

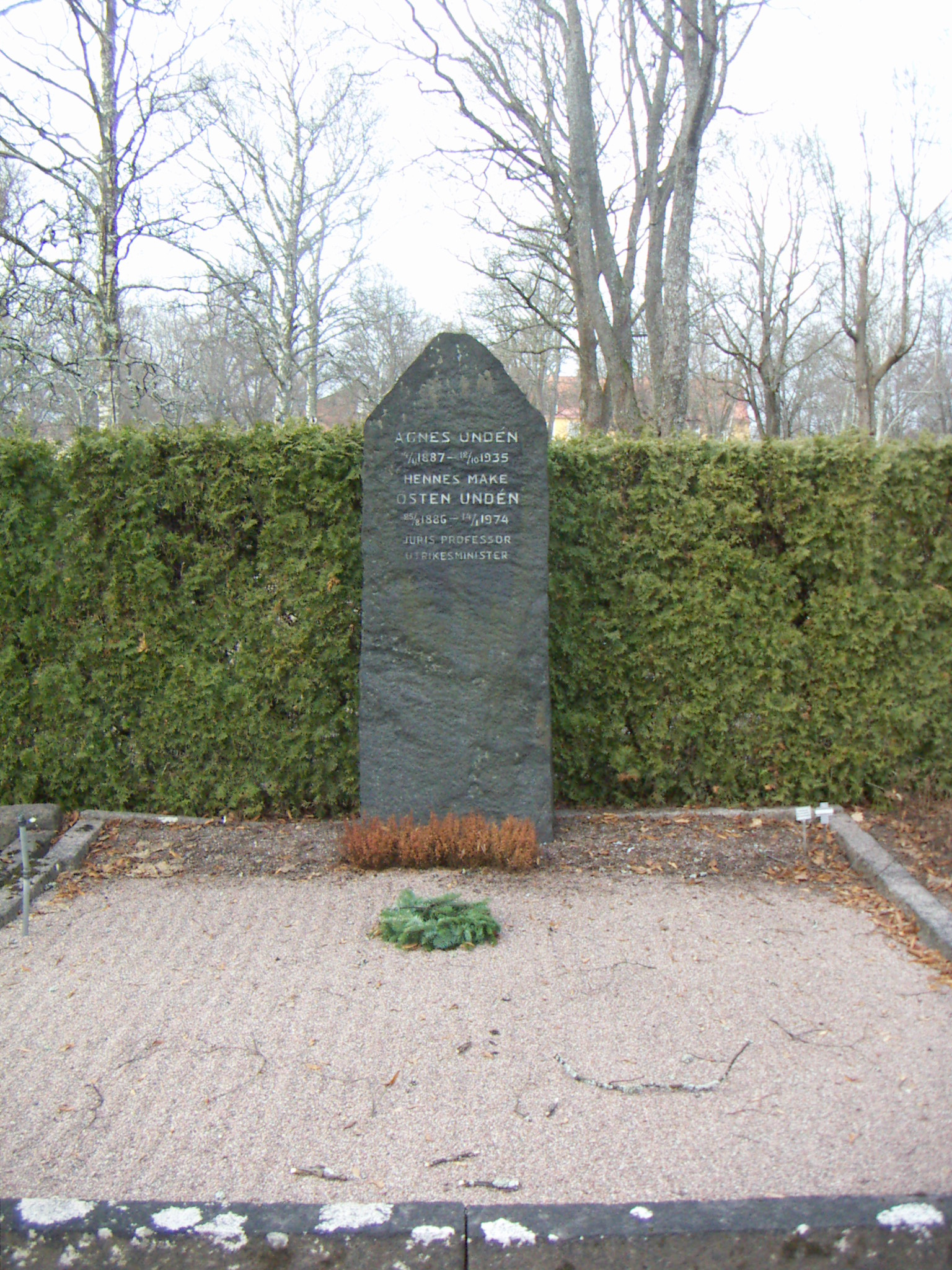
Östen Undéns gravvård på Uppsala gamla kyrkogård.

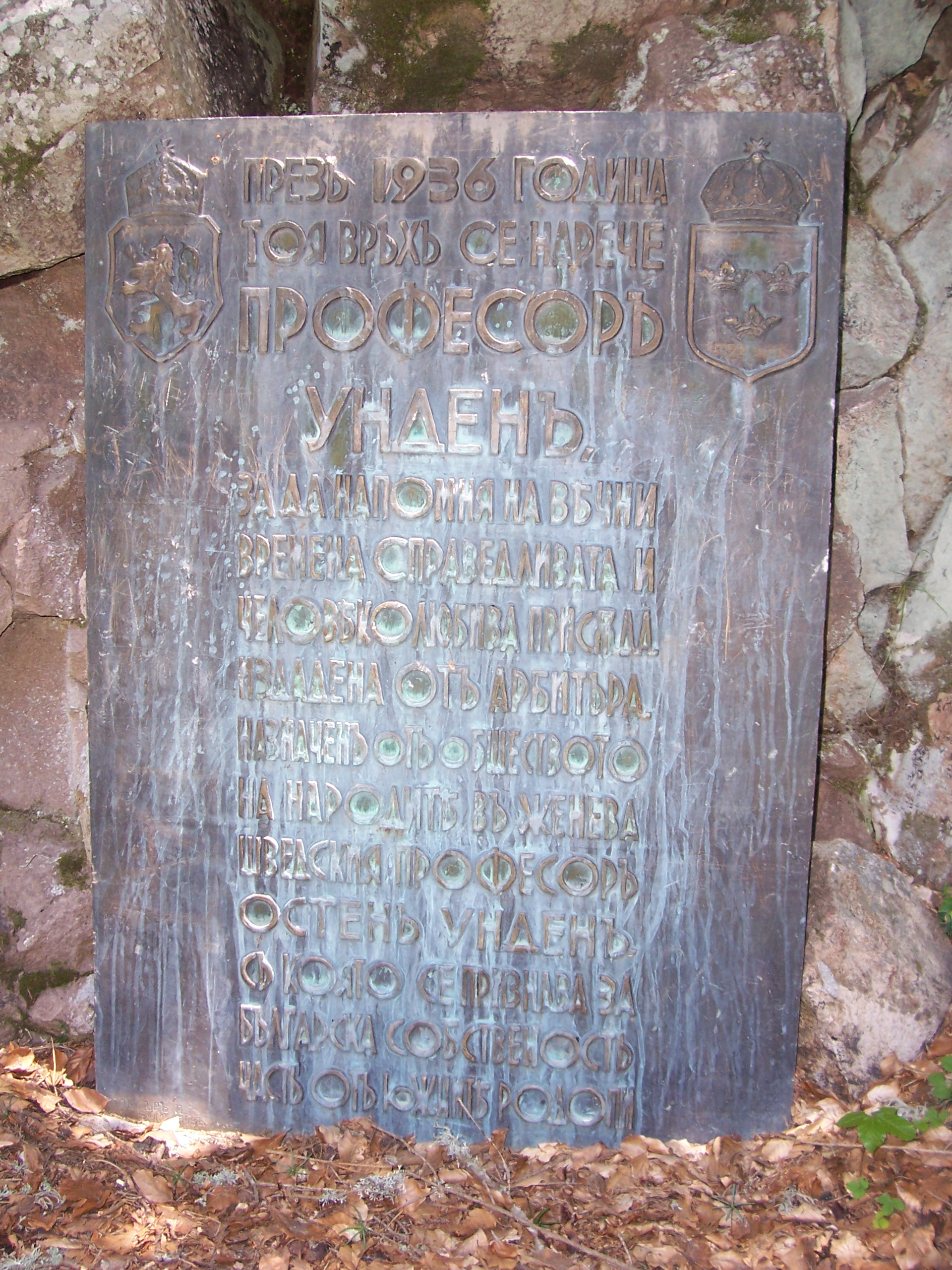
Östen Undéns minnesmärke på bergstoppen Professor Unden i Rodopibergen, Bulgarien.

Bo Östen Undén, född 25 augusti 1886 i Karlstad i Värmlands län, död 14 januari 1974 i Bromma i Stockholm, var en internationellt uppmärksammad svensk professor i juridik, rektor vid Uppsala universitet, universitetskansler, socialdemokratisk politiker och under lång tid Sveriges utrikesminister.
Undén var konsultativt statsråd 1917–1920 och 1932–1936, justitieminister 1920, utrikesminister 1924–1926 och 1945–1962, tillförordnad statsminister 6–11 oktober 1946 samt ledamot av riksdagen (första kammaren) 1934–1965.

## Biografi
Östen Undén var son till apotekaren Viktor Undén (1844–1923) och Beata Kaijser (1854–1944). Hans äldre bror, Torsten Undén, blev efter flera år i Utrikesdepartementet envoyé i Riga och minister i Wien 1928. Hans äldre syster Greta Undén var gift med apotekaren Stellan Gullström, som en kort tid var liberal riksdagsledamot.
Undén studerade humanistiska ämnen och juridik vid Lunds universitet, där han inskrevs 1904, och tillhörde den radikala studentföreningen D.Y.G.. 1909 blev han medlem i Lunds arbetarekommun. Han studerade nationalekonomi för Knut Wicksell, filosofi för Hans Larsson, och efter filosofie kandidatexamen påbörjade han sina juridiska studier för bland andra Johan Thyrén. Sommaren 1908 gjorde han praktik vid en advokatbyrå som engagerat sig för Landsorganisationen i Sverige.
Undén gifte sig 1912 med filosofie magister Agnes Elisabeth Jacobsson, syster till filosofen och senare landshövdingen Malte Jacobsson. Samma år disputerade han i juridik och blev docent på sin avhandling Kollektivavtalet enligt gällande svensk rätt. Redan 1916 blev han sekreterare i konstitutionsutskottet, och året därefter utnämndes han till professor i civilrätt och internationell privaträtt vid Uppsala universitet.
År 1917 utnämndes Undén till konsultativt statsråd i Nils Edéns regering, det dittills yngsta statsrådet någonsin och skulle därefter ingå i alla socialdemokratiska ministärer till 1962, bortsett från åren före och under andra världskriget. Med tiden blev Undén en av de mest betydande sakkunniga inom folkrätten, och intresset för internationell rätt och utrikespolitik tilltog. I Brantings och Sandlers ministärer var Undén justitie- och utrikesminister, och var dessutom svensk delegat i Nationernas Förbund. I NF hade han en framträdande roll som skiljedomare i Haag, där han bland annat 1933 hade ett mål mellan Bulgarien och Grekland, om frågan vilken nation som ett visst landområde skulle tillfalla. Som tack för hans dom, uppkallades bergstoppen i Rodopibergen i Bulgarien till "Professor Undén" efter honom.
År 1929–1932 var Undén rektor för Uppsala universitet, och universitetskansler 1937–1951. Han deltog i Ådalskommissionen som tillsattes för att utreda skotten i Ådalen 1931. Efter andra världskriget blev han åter utrikesminister, en post han kom att behålla i 17 år innan han avgick vid 76 års ålder, och som han de första åren skötte parallellt med befattningen som universitetskansler. Såsom regeringens andre excellens fungerade han som tillförordnad statsminister från Per Albin Hanssons död den 6 oktober 1946 tills Tage Erlander utnämndes den 11 oktober.
Undéns bostad i Uppsala kallas allmänt Undénska villan.
Undén riktade skarp kritik mot den svenska politiken under andra världskriget, och ogillade den tyska livsrumsfilosofin och våldspolitiken. Han har dock blivit kritiserad för baltutlämningen som verkställdes under hans andra utrikesministerperiod.
Under sin ämbetstid som utrikesminister hade Undén i uppdrag att delta i det svenska invalet i FN hösten 1946. Undén höll inträdestalet på franska, det allmänt erkända och använda diplomatspråket vid denna tid, även om 99,9 procent av åhörarna var amerikaner. Skribenten Olof Rydbeck förmodar däremot att hållandet av talet på franska var en politisk markering. Som utrikesminister kallade Undén även Sovjetunionen ett "rättssamhälle" och skällde ut Raoul Wallenbergs anhöriga när de gav uttryck för misstanken att de sovjetiska myndigheterna for med osanning rörande Wallenbergs öde. Samme Undén kallade USA och väst för "den så kallade fria världen".
Undén arbetade aktivt för att hindra kärnvapenspridning och utarbetade den så kallade Undénplanen. Den framlades som ett förslag för FN:s generalförsamling 1961. Tage Erlander berömmer Undén i sina memoarer, och skriver att Undén var en kraftkälla som redan innan han blev utrikesminister starkt påverkade Sveriges utrikespolitik genom att dra upp grunderna till neutralitetspolitiken, och att han, påverkad av Axel Hägerström, lade fram idéer för hur äganderätten kunde omformas genom reformer i stället för genom socialisering. När Gunnar Adler-Karlsson 1966 lanserade begreppet funktionssocialism härledde han tankarna till Undén. Funktionssocialismen är fundamental för den svenska socialdemokratins ekonomiska politik.
Som utrikesminister hade Undén fram till 1962 sin tjänstebostad i utrikesministerhotellet på Blasieholmen i Stockholm. Östen Undén har totalt tjänstgjort under flest år som Sveriges utrikesminister. 
Undén skrev en rad vetenskapliga juridiska arbeten, särskilt inom folkrätt och civilrätt. Han debatterade mot Gustaf Petrén i Svensk juristtidning på 1950-talet beträffande domstolarnas rätt till lagprövning; lagprövningsrätten, som Undén avvisade och Petrén ansåg gällde i praxis, grundlagsfästes senare i 11 kap. 14 § regeringsformen, en paragraf som trädde i kraft 1980.
Undén invaldes 1940 som ledamot av Kungliga Vetenskapsakademien.
Han är begravd på Uppsala gamla kyrkogård.

## Utmärkelser
- Hedersledamot av Kungliga Fysiografiska Sällskapet i Lund, 1938.[5]
- Ledamot nr 888 av Kungliga Vetenskapsakademien, 1940.[6]
- Hedersledamot av Kungliga Vetenskaps- och Vitterhets-Samhället i Göteborg, 1940.[7]
- Hedersledamot av Kungliga Vetenskaps-Societeten i Uppsala, 1940.[8]
- Hedersledamot av Kungliga Vitterhets-, historie- och antikvitetsakademien, 1944.[9]
- Konung Gustaf V:s jubileumsminnestecken II, 21 maj 1948.[10]